# 宮本嘉楽
宮本 嘉楽（嘉樂、みやもと からく、1868年12月23日〈明治元年11月10日〉 - 1956年〈昭和31年〉10月29日）は、日本の実業家、政治家。衆議院議員、埼玉県大里郡長井村長。

## 経歴
武蔵国幡羅郡西野村（のち埼玉県大里郡長井村、現:熊谷市）で、大地主・宮本楽只の長男として生まれる。漢籍を修めた。
長井村収入役、同村長、大里郡会議員、埼玉県会議員、所得税調査委員などを務めた。
1904年3月、第9回衆議院議員総選挙で埼玉県選挙区から立憲政友会所属で出馬して当選し、衆議院議員を一期務めて政界を引退した。
実業界では、埼玉実業銀行頭取、深谷商業銀行取締役などを務めた。

## 人物
甲源一刀流の師範免状を授けられ、高野佐三郎に師事して小野派一刀流（一刀流中西派）の研鑽を積んだ。衆議院議員退任後に、熊谷警察署の嘱託教師を務めている。